# Fernan Rodriguez Redondo
Fernan Rodriguez Redondo fue un trovador portugués del siglo XIII y XIV, autor de lírica gallego-portuguesa.

## Biografía
Pertenece a una de las familias más importantes de la histórica región de Beira. Es hijo del también trovador Rodrigo Eanes Redondo y Mor Fernandez de Curutelo. Aparece mencionado por primera vez en 1294 en el testamento de su tío político Sancho Perez Froian, obispo de Oporto.
Ocupó el cargo de mayordomo mayor de Pedro de Aragón hijo del rey Pedro III de Aragón. También ocupó el cargo de mayordomo mayor del rey Don Dinís entre 1317 y 1318.
Se casó con Marinha Afonso de Arganil, convirtiéndose en una de las familias más importantes de la región de Beira gracias al señorío de Arganil y el de Pombeiro. Tras la muerte de su padre - en torno a 1314- el matrimonio se traslada a Santarém, localidad en la que fallecen y descansan sus restos.

## Obra
Se conservan dos cantigas de escarnio y maldecir, de las cuales una  - la conocida como Suer'Fernándiz, si veja placer – pudo ser escrita por él o por su padre.